# Roland Petit
Roland Petit   (Villemomble, 13 de gener de 1924 - Ginebra, 10 de juliol de 2011) va ser és un coreògraf i ballarí francès.

## Biografia
El més gran de la família, Roland Petit era fill d'Edmond Petit i Rose Repetto, creadora de la marca de sabatilles de ball. El seu germà fou Claude Petit. Es va formar a l'escola de l'Òpera de París amb Gustave Ricaux i Serge Lifar i es va incorporar al cos de ballet el 1940. Va fundar els "Ballets des Champs-Élysées" el 1945 i els Ballets de París el 1948, al "Théâtre Marigny", amb Zizi Jeanmaire com a directora i ballarina, que es va convertir en la seva dona el 1954, i amb qui va tenir una filla, Valentine Petit.
Col·laborà amb Serge Gainsbourg, Yves Saint Laurent i l'escultor César i participà en diverses pel·lícules franceses i americanes, sobretot el 1960 amb 1-2-3-4 o Les Collants noirs de Terence Young, de les quals signa les coreografies. Aquesta pel·lícula reuneix quatre ballets de Roland Petit (Carmen - La Croqueuse de diamants - Cyrano de Bergerac - Deuil en 24 heures). Va tornar a l'Òpera de París el 1965 per posar en escena Notre-Dame de París (música de Maurice Jarre). Encara dirigeix ballets per als grans teatres de França, Itàlia, Alemanya, Gran Bretanya, Canadà i Cuba. El 1968, el seu ballet Turangalîla va provocar una petita revolució dins de l'Òpera de París.
El 1972, amb la peça Pink Floyd Ballet, va fundar el Ballet nacional de Marsella, que va dirigir durant vint-i-sis anys.
Per als escenaris dels seus ballets, va treballar en estreta col·laboració amb el pintor Jean Carzou (1907-2000), però també amb altres artistes com Max Ernst i Bernard Quentin.
Autor de més d'una cinquantena de creacions de tots els gèneres, realitza coreografies per a una sèrie de grans ballarins internacionals. Rebutja els efectes tècnics gratuïts, renova constantment el seu estil i el seu llenguatge i és un mestre passat en l'art del pas de deux i el ballet narratiu, però també aconsegueix l'abstracció.

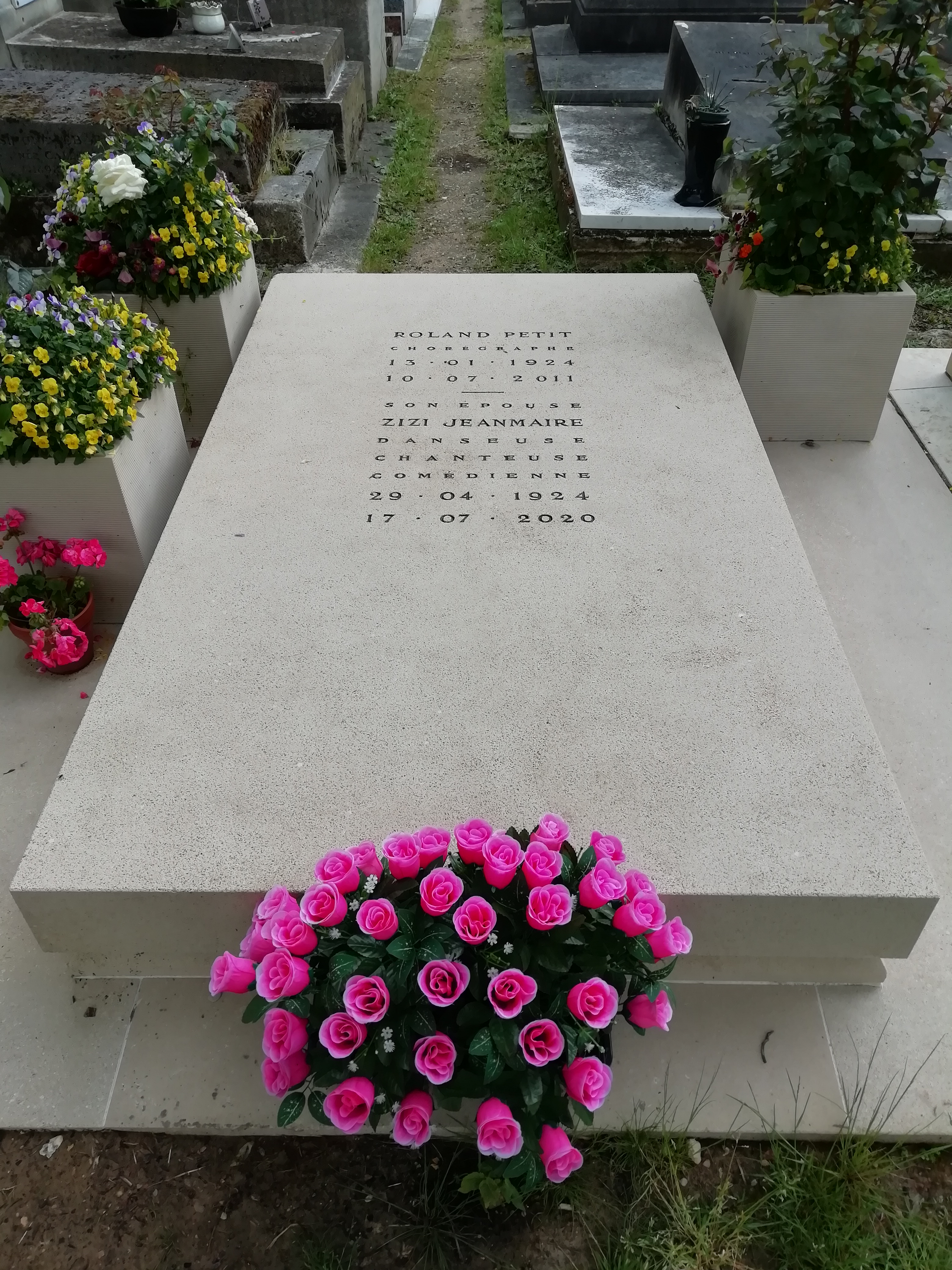
Tomba de Roland Petit i Zizi Jeanmaire al cementiri de Montparnasse (divisió 13).

També va col·laborar amb nous realistes com Martial Raysse, Niki de Saint Phalle i Jean Tinguely.
El jove i la mort de 1946 (llibret de Jean Cocteau) és considerada la seva obra mestra i la seva obra més coneguda, la coreografia i el vestuari són sorprenentment moderns.
En el seu ballet Carmen de 1949, va fer un ús inusual de l'interior, alhora que va donar un tractament no figuratiu a Turangalîla.
Va morir als 87 anys, arran d'una leucèmia devastadora i va ser enterrat a la 13a divisió del cementiri de Montparnasse de París.

## Honors
- Comandant de l'Ordre de les Arts i les Lletres (1998)[7]

## Coreografies
De 1942 à 2008, Roland Petit a va crear 176 coreografies incloent:
- Guernica (1945)
- Les Forains (1945)
- Les Amours de Jupiter de Jacques Ibert (1945)
- Le Jeune homme et la Mort (1946, segona versió, 1966)
- Carmen, ballet (1949)
- Ballabile (1950)
- Le Loup (1953)
- Notre-Dame de Paris, ballet (1965)
- L'Eloge de la folie (1966)
- Les Affinités électives (1966)
- Paradise Lost (1967)
- Pink Floyd Ballet (1972 i més enllà)
- Roland Petit Ballet (1973)
- Proust, ou les Intermittences du cœur (1974)
- Coppélia (1975)
- La Symphonie fantastique (1975)
- Le Fantôme de l’Opéra (1980)
- Les Amours de Frantz (1981)
- Les Quatre Saisons (la música d'Antonio Vivaldi, 1984)
- The Blue Angel (1985)
- Clavigo (1999)
- Les Chemins de la création (2004)

Teatre
- 1992: Marcel et la Belle Excentrique de Marcel Jouhandeau, posada en escena Roland Petit, Théâtre Montparnasse